# أرنولف (كونت هولندا)
أرنولف، يعرف أيضاً  أرنولت أو أرنولد خلف والده عام 988 كما يحسب في فريزيا. ولد في 951 في غنت وبسبب هذا هو معروف أيضاً باسم أرنولف غنت. كان أرنولف ابن ديريك الثاني وهيلدغارد، ويعتقد أن تكون ابنة أرنولف فلاندرز.